# The Scenery of Farewell
The Scenery of Farewell es el segundo EP lanzado por el dúo de indie rock de San Francisco Two Gallants el 4 de junio de 2007 en el Reino Unido y el 15 días más tarde, el 19 de junio de 2007, en Estados Unidos y Canada. De acuerdo con la banda, el álbum de cinco canciones de duración es el resultado de las dos primeras sesiones de grabación de 2007 y refleja un lado más despojado de la banda.

## Lista de canciones[5]
1. "Seems Like Home to Me" - 3:47
2. "Lady" - 5:42
3. "Up the Country" - 6:07
4. "All Your Faithless Loyalties" - 5:12
5. "Linger On" - 7:57